# Grand Prix d'Isbergues 1997
Il Grand Prix d'Isbergues 1997, cinquantunesima edizione della corsa e valida come evento dell'UCI categoria 1.2, si svolse il 21 settembre 1997, per un percorso totale di 209 km. Fu vinto dallo svedese Magnus Bäckstedt che giunse al traguardo con il tempo di 4h44'19" alla media di 44,106 km/h.

## Ordine d'arrivo (Top 10)
| Pos. | Corridore          | Squadra      | Tempo    |
| ---- | ------------------ | ------------ | -------- |
| 1    | Magnus Bäckstedt   | Palmans      | 4h44'19" |
| 2    | Søren Petersen     | Tönissteiner | s.t.     |
| 3    | Lauri Aus          | Casino       | a 17"    |
| 4    | Jo Planckaert      | Lotto        | s.t.     |
| 5    | Frank Høj          | Collstrop    | a 44"    |
| 6    | Chris Peers        | Lotto        | a 46"    |
| 7    | Oleg Kozlitin      | Cedico       | a 57"    |
| 8    | Jean-Francois Anti | Mutuelle     | s.t.     |
| 9    | Nicolas Jalabert   | Cofidis      | s.t.     |
| 10   | Ludo Dierckxsens   | Tönissteiner | s.t.     |